# Большие города и духовная жизнь
«Большие города и духовная жизнь» (нем. Die Großstädte und das Geistesleben) — очерк немецкого философа и социолога Георга Зиммеля, опубликованный в 1903 году. Произведение сложилось из курса лекций, прочитанного ученым в том же году в Дрездене.

## Содержание
В очерке Г. Зиммель проводит описание и сравнение образа жизни и особенностей восприятия окружающей среды жителями больших городов и людьми, живущими в малых городах и деревнях. Из рассуждений ученого можно выделить несколько основных его выводов и умозаключений.

### Усиление нервной жизни
Психологическое основание типа индивидуальности, присущего жителю большого города — это усиление нервной жизни, являющееся следствием быстрой постоянной смены внутренних и внешних впечатлений. В этом состоит отличие восприятия жителя крупного города от восприятия жителя малого города или деревни — более размеренный и равномерный ритм жизни последних предлагает менее резкую и значительную разницу впечатлений, что требует меньшего расхода сознания, нежели контрасты жизни в мегаполисе.

### Ориентация на интеллект
Следовательно, характер душевной жизни мегаполиса ориентирован на интеллект — его жители реагируют на изменения среды в первую очередь рассудком, а реакции жителей малого города или деревни ориентированы на сердце и отношения, основанные на чувствах. Такая рассудочность души жителей крупных городов защищает их от обилия постоянно сменяющихся явлений окружающей жизни, так как рассудок лучше всего приспосабливается к характеру среды и спокойнее принимает перемены.

### Денежная экономика
Интеллектуалистский душевный склад тесно связан с денежной экономикой больших городов. Рассудочный человек равнодушен ко всему подлинно индивидуальному, таким же образом индивидуальность явлений чужда и принципу денег.
В условиях большого города производство ориентировано не на конкретного клиента (что характерно для более примитивных условий малых городов), а на рынок, то есть на совершенно незнакомых людей. Вследствие, взаимоотношения сторон становятся сугубо деловыми, позволяет практически полностью исключить трудноучитываемый фактор личных отношений.
Рассуждая о взаимосвязи интеллектуалистского склада души и денежной экономики, Г.Зиммель замечает, что теперь уже трудно определить, какое из этих явлений породило другое. При этом он отмечает:

«С определенностью можно лишь сказать, что форма жизни, которую представляет собой большой город, является самой питательной почвой для их взаимовлияния. В доказательство этого я приведу лишь высказывание самого крупного английского специалиста по конституционной истории: на протяжении всей английской истории, пишет он, Лондон никогда не был сердцем Англии, часто был ее рассудком и всегда — кошельком»."— Зиммель Г. "Большие города и духовная жизнь"

### Пресыщенное равнодушие
С другой стороны, те же факторы, что формируют безличность, способствуют образованию другого личного душевного состояния у людей, живущих в больших городах, — высокомерного равнодушия, вызванного пресыщенностью. Возникает оно по двум причинам.
Во-первых, физиологическая: люди неспособны реагировать с соответствующей энергичностью на новые раздражители ввиду их быстроты и контрастности. Это пресыщенное равнодушие заметно уже в детском возрасте при сравнении восприятия у детей из крупных городов и детей не из столь переменчивой среды.
Во-вторых, следствие денежной экономики: деньги выражают качественные различия между вещами через количественные, тем самым уравнивая их между собой. Таким образом, различные вещи воспринимаются человеком как одинаковые из-за того, что разница между ними и ценность каждого кажется ему ничтожной.

### Замкнутость
Именно так обозначает Г.Зиммель духовное отношение жителей большого города друг к другу. Если бы на постоянные контакты с многочисленными людьми, жители крупных городов были вынуждены так же многочисленно реагировать, как и жители малых городов, в которых почти все друг друга знают, это привело бы к эмоциональному истощению. Условия жизни в мегаполисе принуждают людей быть внешне замкнутыми. Внутри же, за этой внешней замкнутостью, кроется не только безразличие, но и невысказанное желание избежать контакта, взаимные «чужесть» и отторжение. Замкнутость обеспечивает индивиду личную свободу.
Жизнь современных малых городов и деревень автор сравнивает с укладом в античных и средневековых городах.

«Жизнь античного и средневекового малого города накладывала на индивида — в том, что касалось передвижения или установления связей вовне, а также самостоятельности и дифференциации внутри, — такие ограничения, при которых современный человек не смог бы дышать. И по сей день житель большого города, попав в маленький городок, испытывает такое же (хотя бы по природе) стеснение свободы»."— Зиммель Г. "Большие города и духовная жизнь"
Античному полису отграниченность была необходима для защиты от внешних угроз. Жертвуя личной свободой (в современном понимании), частной жизнью, индивидуальностью народа, коллектив надзирал за индивидом, что обусловило высокую политическую и военную сплоченность жителей. Именно благодаря этому в Афинах, например, достигло расцвета то, что сегодня можно назвать «общечеловеческим».
В современном же большом городе упомянутая индифферентность и замкнутость (невозможная в античном полисе) обеспечивает человеку независимость. Именно телесная близость и теснота делают особенно заметной духовную дистанцию между жителями.

### Борьба за индивидуальность
В большом городе человек сталкивается с проблемой утверждения собственной личности. Чтобы выжить в мегаполисе в условиях максимального разделения труда и занять свое место, люди стремятся к усилению индивидуальных различий между собой, специализируются в своем труде на определенных услуге, продукте с целью стать незаменимым и нужным.
То же стремление выделиться из огромной толпы, запомниться лежит в основе того явления, что люди больших городов склонны одеваться и вести себя более ярко и экстравагантно. В таком быстром потоке мимолетных встреч-контактов для многих такое поведение — единственный способ быть заметным.
Однако самую глубинную причину борьбы за индивидуальность автор видит в отставании развития личностного — субъективной культуры — от темпов развития культуры объективной — техники и производства, науки и искусства, языка и права. Быстрые темпы развития объективной культуры в больших городах приводят к той максимизации разделения труда, при котором, человек развивается лишь односторонне и, как итог, как целостная личность он увядает. С одной стороны, мегаполис предлагает гораздо более удобную и комфортную жизнь, в которой не стоит вопрос, чем бы занять свое время. Но с другой, человек превращается в безличный элемент, обладающий пренебрежительно малой величиной и значимостью для большого города. Таким образом, стремление человека к достижению наивысшей степени индивидуальности продиктовано необходимостью выживать в масштабах мегаполиса.
Из этого исходит главный вывод Зиммеля об исторической роли больших городов: они стали благодатной почвой для развития двух форм индивидуализма — индивидуальной независимости и создание собственной своеобычности. Они породили в людях стремление к свободе и равенству, к отличию друг от друга, стремление быть не «всеобщим человеком», а единственным и неповторимым индивидом.

«Функция больших городов заключается в том, чтобы предоставлять арену для их [субъектов] борьбы и попыток примирения: как мы увидели своеобразные городские условия дают возможности и стимулы для развития обоих».— Зиммель Г. "Большие города и духовная жизнь"

## Научная значимость
Исследования Георга Зиммеля в области городской социологии широко признаны в научной среде и уже стали классическими. По мнению французского исследователя Янкеля Фижалкова, которое он высказывает в работе «Социология городов» (Sociologie des Villes), идеи немецкого социолога дают нам ключ к пониманию города как образа жизни. «Большие города и духовная жизнь» и другие работы Зиммеля внесли существенный вклад в становление и развитие Чикагской школы социологии, среди наиболее видных представителей которой такие ученые, как Р.Парк, Э.Бёрджесс и Л.Вирт.

## Критика
В 2008 году в сборнике исследований под названием «Собственная логика городов» Герд Хельд пишет о работе Георга Зиммеля как о «незавершенном проекте». Критик указывает на то, что при рассуждении о защитных реакциях жителей большого города при встречах с другими людьми, избегания ими контактов, Зиммель опирается на слишком упрощенное представления о встрече-контакте:

«Встреча, характерная для большого города, — это встреча вполне определенного рода. Не в том узком смысле, что при ней сообщаются биографические данные или какие — то другие вещи во всех подробностях. И не в том слабом смысле, что люди только защищаются и напяливают на себя толстую кожу. Когда Зиммель пишет о „защитном слое“ и „блазированности“ жителя большого города, он слишком приближается именно к этой слабой версии и упускает из виду свойственное жителю большого города чувство пропорциональности, которое есть субъективная сторона внешних, архитектурных обстоятельств...большие города, помимо всего прочего, являются гигантскими поисковиками рабочих мест, образовательных возможностей, знакомств, потребительских товаров и политических новостей и что духовная жизнь здесь постоянно стремится очерчивать уплотненные поля поиска с повышенными шансами на обнаружение искомого.»— Герд Хельд. "Собственная логика городов"
Г. Хельд отмечает научную слабость противопоставления большого города деревне, не учитывая при этом существование разных типов городов и не проводя дифференциации городского пространства, что приводит к тому, что город становится «формой без формирующей силы», нерасчлененным и монотонным единством пространства. В результате понятие пространства оказывается редуцированным, «пустым», в нём отсутствуют «масштабы и степени уплотнения», как и возможность дальнейшей дифференциации. Критик полагает, что у Зиммеля присутствует «сильный мир вещей» («объективная культура»), статус которого, однако, не проясняется и который выглядит как слабая форма, неспособная к упорядочиванию.
Завершает Г. Хельд свою критическую статью сравнением концепции большого города Зиммеля с «пальто, которое одновременно и мало, и велико». Импрессионистическое (то есть более ориентированное на чувственное восприятие) видение города автором приводит к тому, что репрезентативная составляющая большого города и встреч-контактов в нем теряется из виду, таким образом сужая — «уменьшая» — подход к проблеме. А «велико пальто» потому, что отсутствует дифференциация пространства.
Проводятся параллели между идеями Г. Зиммеля и модернистскими романами начала XX века, написанными в жанре «романа большого города», как, например, сходство зиммелевской идеи о борьбе индивида за собственное своеобразие и самостоятельность с концепцией конфликта литературного героя с внешним миром. Отражение идеи Зиммеля о «денежности» и рассудочности жителей мегаполиса, противопоставленную чувственному восприятию и индивидуальности, находят в произведениях Бальзака, а также Дёблина и Дос Пассоса. Вторят «городские романы» и размышлениям Зиммеля о свободе человека в большом городе. Их герои все время окружены толпами людей, транспортом, ресторанами — город обступает их со всех сторон, однако персонажи описываются авторами и воспринимаются читателями как совершенно автономные единицы, связанные с другими лицами, окружающими их, лишь случайно и временно.